# Spilogona aestuarium
Spilogona aestuarium är en tvåvingeart som beskrevs av Huckett 1965. Spilogona aestuarium ingår i släktet Spilogona och familjen husflugor. Inga underarter finns listade i Catalogue of Life.